# Jacques et Jacotte
Pour plus de détails, voir Fiche technique et Distribution.
Jacques et Jacotte est un film français réalisé par Robert Péguy et sorti en 1936.

## Fiche technique
- Titres secondaires : Jacotte / Jacque et Jacotte
- Réalisation : Robert Péguy
- Scénario : Robert Péguy et Pierre Humble
- Décors : Raymond Tournon et L. Klein
- Photographie : Nicolas Hayer et  Marcel Villet
- Musique : Jane Bos
- Producteurs : Charles Battesti et  Robert Péguy
- Pays :  France
- Format :  Noir et blanc - 1,37:1 - 35 mm - son mono
- Genre : Comédie
- Durée : 80 minutes
- Date de sortie : 
  - France - 10 juillet 1936

## Distribution
- Roger Tréville : Jacques
- Jacotte : Jacotte
- Germaine Roger : Annie
- François Rodon : le petit Tot
- Milly Mathis : la concierge
- Marcel Carpentier : l'huissier
- Ginette Leclerc
- Jacques Derives